# Ида (фильм)
«И́да» (пол. Ida) — чёрно-белый польский драматический фильм режиссёра Павла Павликовского, вышедший на экраны в 2013 году. Главные роли исполнили Агата Кулеша и дебютантка Агата Тшебуховская. Удостоен множества наград, в том числе премии «Оскар» 2015 года за лучший фильм на иностранном языке.

## Сюжет
Польша, 1962 год. Анна, молодая послушница, перед тем, как принять монашеский обет, по указанию настоятельницы едет в гости к своей тёте Ванде, судье и бывшему прокурору. Ванда сообщает, что настоящее имя Анны — Ида Лебенштейн, и что её биологические родители, евреи, были убиты во время войны. Ида решает найти их могилы и вместе с Вандой едет в путешествие, которое прольёт свет на их прошлое и определит их будущее.
Поиски приводят к семье польских крестьян, в начале оккупации прятавших семью Лебенштейнов в лесу, а после там же их убивших. Вместе с родителями Иды они убили и незаконнорождённого сына Ванды, которого та, отправившись на войну, оставила с сестрой. Маленькую Иду, в которой ничто не могло выдать её происхождения, отдали священнику.
В поездке происходит ещё одна судьбоносная встреча, Ванда берет попутчика — молодого саксофониста, который сыграет роль «мирского искушения» в жизни Иды.
В обмен на отказ от претензий на дом женщинам наконец-то показывают место, где захоронены их родные. Ванда и Ида везут останки на старое фамильное кладбище. Теперь их миссия выполнена.
Ида возвращается в монастырь, но в последний момент понимает, что принять обет не готова.
Из монастыря Иду вызывают в город: её тетя покончила с собой, выбросившись из окна.
На похороны Ванды приходит и молодой музыкант. Ида проводит с ним ночь, но наутро возвращается к монахиням.

## В ролях
| Актёр                             | Роль                         |
| --------------------------------- | ---------------------------- |
| Агата Тшебуховская (дебют в кино) | сестра Анна (Ида Лебенштейн) |
| Агата Кулеша                      | Ванда Груз тётя Анны         |
| Давид Огродник                    | музыкант Лис                 |
| Иоанна Кулиг                      | певица                       |
| Ежи Треля                         | Шимон Скиба                  |
| Адам Шишковский                   | Феликс Скиба                 |
| Халина Скочиньская                | настоятельница монастыря     |
| Дорота Кудук                      | Каська Скиба жена Феликса    |
| Наталия Лонгевчик                 | новициатка Броня             |
| Афродита Веселяк                  | новициатка Марыся            |
| Мариуш Якус                       | бармен                       |
| Изабела Домбровская               | официантка                   |
| Артур Янусяк                      | милиционер                   |
| Анна Гжещак                       | соседка Шимона Скибы         |
| Ян Порадовский                    | ксёндз Анджей                |
| Константы Швемберг                | VIP                          |
| Павел Бурчик                      | прокурор                     |
| Артур Маевский                    | любовник Ванды               |
| Кшиштоф Бжезиньский               | пианист                      |
| Пётр Сядуль                       | бас-гитарист                 |
| Лукаш Ежиковский                  | гитарист                     |
| Артур Мостовы                     | ударник                      |

## О фильме
Режиссёр фильма — родившийся в Варшаве и живущий в Лондоне поляк Павел Павликовский. Его родители выехали в Англию, получив политическое убежище, благодаря тому, что бабушка по отцу была еврейкой, погибшей в Освенциме. В начале режиссёрской карьеры Павликовский работал в документалистике (фильмы о Венедикте Ерофееве, о потомке Достоевского, о Жириновском), после чего перешёл в игровой кинематограф (его первым художественным фильмом стал «Стрингер» с Сергеем Бодровым в главной роли). «Ида» — первая работа режиссёра на родине.
В основе сценария фильма — реальная встреча режиссёра с польской еврейкой Хеленой Волиньской-Брус, более известной как «красная Ванда» (смертные приговоры которой, вынесенные в процессах «врагов народа», стали причиной требований польских властей к Англии выдать её за «преступления против человечества»), произошедшая в Оксфорде. Окончательная версия сценария сформировалась на перекрёстке жизненных судеб двух крайне разных женщин — прожжённой судебной обвинительницы и глубоко верующей девочки.
Исполнительниц обеих главных ролей в фильме носит имя Агата. Польская актриса театра и кино Агата Кулеша, обладающая большим профессиональным опытом, безупречно прошла пробы на роль Ванды — сомнений в правильности этого выбора у режиссёра не было. А поиск исполнительницы на роль Иды затянулся на несколько долгих месяцев. Искали «интересную двадцатилетнюю актрису». Героиня нашлась совершенно случайно:

…моя хорошая знакомая позвонила мне в Париж, где я тогда находился, и сказала, что прямо сейчас смотрит на девушку, которая могла бы мне подойти. Самое забавное в том, что она понятия не имела, кого я искал!— Павел Павликовский, режиссёр
Агата Тшебуховская на момент встречи с Павликовский была студенткой, изучала философию и совершенно не горела желанием связывать себя с кинематографом. Режиссёру пришлось ещё некоторое время уговаривать Агату сыграть роль Иды.

Героиня Агаты Тшебуховской, которая всю жизнь считала себя Анной, а потом вдруг оказалась Идой Лебенштейн, вплоть до финала вообще отказывается от действий, она лишь молчит и наблюдает. В первых безмолвных монастырских кадрах мы вовсе не понимаем, в какое время и в каком месте происходит действие, и только потом постепенно открываем для себя мир, одновременно с впервые севшей в трамвай Анной-Идой. Таким образом, перед нами фильм о познании мира, а ещё о том, способны ли его хрупкие, мелкие грешные радости — смех, разговор, выпивка, музыка, секс — избавить от страха небытия, средством против которого считаются молитва и пост.— Антон Долин
Решив вопрос с актёрским составом, режиссёр в первый съемочный день стал искать срочную замену на место внезапно заболевшего главного оператора — съёмки оказались под угрозой срыва. Не найдя ни одного свободного оператора, Павликовский обратил внимание на Лукаша Зала, который на картине предполагался вторым оператором (до «Иды» работал на нескольких короткометражных картинах). Опасения режиссёра ушли после того, как с оператором стали прорабатывать визуальный стиль картины и быстро нашли общий язык.
В результате режиссёрско-операторский тандем выстроил чёрно-белую стилистику фильма, которая тонально походила на фильмы 60-х годов своим высококонтрастным изображением. Кроме того, было выбрано соотношение кадра 4 к 3 (на момент съёмок уже считавшееся устаревшим). Съёмка велась на цифровую камеру Arri Alexa Plus в цвете. Затем, в процессе постпродакшн, фильм был переведён в черно-белый формат. Ещё один приём, используемый в фильме: особая композиция кадра, при которой герои всегда находятся в его нижней части, что придает псевдонесбалансированность композиции с «неоправданно» большим и пустым пространством над головой.
Тщательная проработка деталей привнесла в фильм точно восстановленные детали Польши 60-х. Например, песня Rudy Rydz из репертуара Хелены Майданец, запавшая в память будущего режиссёра, вошла в один из эпизодов фильма.

Фильм сделан удивительно деликатно — не легкомысленно, но легко, минимально необходимыми штрихами, без назидательности и умничанья. Его предшественники — не мучительно-нравоучительное польское кино «морального беспокойства», а скорее чешская «новая волна» с её почти незаметным чудесным юмором: здесь вспоминаются Ян Немец и ранний Милош Форман, а ещё проза Милана Кундеры, хотя диалогов кот наплакал. Сам Павликовский смиренно признаёт, что не обошлось без влияния Годара и Бергмана. Однако «Ида» не кажется вторичным фильмом, её трудно встроить в любой известный ряд. В отличие от классического восточноевропейского кино здесь нет эзопова языка, а рассказанная история до ужаса буднична и конкретна.— Антон Долин

## Награды и номинации
| Награды и номинации                                                                                 | Награды и номинации                                                           | Награды и номинации                                            | Награды и номинации | Награды и номинации |
| Награда                                                                                             | Категория                                                                     | Номинант                                                       | Результат           |                     |
| --------------------------------------------------------------------------------------------------- | ----------------------------------------------------------------------------- | -------------------------------------------------------------- | ------------------- | ------------------- |
| 21-й Международный фестиваль искусства кинооператоров «Camerimage», Быдгощ, Польша (23 ноября 2013) | приз «Złota Żaba» за лучшую операторскую работу (главный конкурс)             | Лукаш Зал и Рышард Ленчевский                                  | Победа              |                     |
| 29-й Варшавский международный кинофестиваль) (19 октября 2013)                                      | гран-при                                                                      | Павел Павликовский                                             | Победа              |                     |
| 29-й Варшавский международный кинофестиваль) (19 октября 2013)                                      | приз экуменического жюри                                                      | Павел Павликовский                                             | Победа              |                     |
| 38-й кинофестиваль в Гдыне (Festiwal Filmowy w Gdyni) (14 октября 2013)                             | «Золотой лев» за лучший фильм                                                 | Павел Павликовский                                             | Победа              |                     |
| 38-й кинофестиваль в Гдыне (Festiwal Filmowy w Gdyni) (14 октября 2013)                             | «Золотой лев» за производство лучшего фильма                                  | Пётр Дзецоль, Ева Пушчинска                                    | Победа              |                     |
| 38-й кинофестиваль в Гдыне (Festiwal Filmowy w Gdyni) (14 октября 2013)                             | лучшая главная женская роль                                                   | Агата Кулеша                                                   | Победа              |                     |
| 38-й кинофестиваль в Гдыне (Festiwal Filmowy w Gdyni) (14 октября 2013)                             | лучшая операторская работа                                                    | Лукаш Зал и Рышард Ленчевский                                  | Победа              |                     |
| 38-й кинофестиваль в Гдыне (Festiwal Filmowy w Gdyni) (14 октября 2013)                             | лучшая работа художника-постановщика                                          | Катаржина Собанска, Марцел Славински                           | Победа              |                     |
| Фестиваль европейского кино «Les Arcs» 2013 года                                                    | главный приз «Кристальная стрела»                                             | Павел Павликовский                                             | Победа              |                     |
| 57-й Лондонский кинофестиваль (19 октября 2013 года)                                                | лучший фильм                                                                  | Павел Павликовский                                             | Победа              |                     |
| Минский международный кинофестиваль «Лістапад» (8 ноября 2013 года)                                 | приз «Золотой листопад» за лучший фильм                                       | Павел Павликовский                                             | Победа              |                     |
| Минский международный кинофестиваль «Лістапад» (8 ноября 2013 года)                                 | приз «Серебряный листопад» за искусство, как феномен                          | Павел Павликовский                                             | Победа              |                     |
| Минский международный кинофестиваль «Лістапад» (8 ноября 2013 года)                                 | приз «За лучшую женскую роль второго плана»                                   | Агата Кулеша                                                   | Победа              |                     |
| Минский международный кинофестиваль «Лістапад» (8 ноября 2013 года)                                 | приз «За лучшую операторскую работу» имени Ю. А. Марухина                     | Лукаш Зал и Рышард Ленчевский                                  | Победа              |                     |
| Международный кинофестиваль в Торонто                                                               | приз ФИПРЕССИ (специальная презентация)                                       | Павел Павликовский                                             | Победа              |                     |
| 51-й Международный кинофестиваль в Хихоне 2013 года                                                 | лучший художественный фильм                                                   | Павел Павликовский                                             | Победа              |                     |
| 51-й Международный кинофестиваль в Хихоне 2013 года                                                 | лучшая актриса                                                                | Агата Кулеша                                                   | Победа              |                     |
| 51-й Международный кинофестиваль в Хихоне 2013 года                                                 | лучший сценарий                                                               | Павел Павликовский, Ребекка Ленкевич                           | Победа              |                     |
| 51-й Международный кинофестиваль в Хихоне 2013 года                                                 | награда «Gil Parrondo» за лучшую роботу художника-постановщика                | Катаржина Собанска, Марцел Славински                           | Победа              |                     |
| 51-й Международный кинофестиваль в Хихоне 2013 года                                                 | премия «Cajastur» молодого жюри за лучший полнометражный художественный фильм | Павел Павликовский                                             | Победа              |                     |
| Премия американского товарищества кинооператоров за 2013 год                                        | ASC Spotlight Award                                                           | Лукаш Зал и Рышард Ленчевский                                  | Победа              |                     |
| Премия британского независимого кино (BIFA) за 2014 год                                             | лучший иностранный независимый фильм                                          |                                                                | Номинация           |                     |
| Международный кинофестиваль в Вильнюсе 2014 года                                                    | лучший режиссёр                                                               | Павел Павликовский                                             | Победа              |                     |
| Международный кинофестиваль центральной и восточной Европы «GoEast» в Висбадене (2014)              | Skoda Film Award                                                              | Павел Павликовский                                             | Победа              |                     |
| Премия «Давид ди Донателло» Академии итальянской кинематографии за 2014 год                         | премия «Давид ди Донателло» за лучший европейский фильм                       | Павел Павликовский                                             | Номинация           |                     |
| 15-я Премия «Золотой трейлер» (США) 2013 года                                                       | лучшая иностранная драма                                                      | Music Box Films, Zealot Productions Inc.                       | Победа              |                     |
| Премия Европейской киноакадемии (European Film Awards) (13 декабря 2014 года)                       | премия Европейской киноакадемии за лучший фильм                               | Павел Павликовский, Эрик Абрахам, Пётр Дзецоль, Ева Пушчинска  | Победа              |                     |
| Премия Европейской киноакадемии (European Film Awards) (13 декабря 2014 года)                       | премия Европейской киноакадемии лучшему режиссёру                             | Павел Павликовский                                             | Победа              |                     |
| Премия Европейской киноакадемии (European Film Awards) (13 декабря 2014 года)                       | Премия Европейской киноакадемии лучшей актрисе                                | Агата Кулеша                                                   | Номинация           |                     |
| Премия Европейской киноакадемии (European Film Awards) (13 декабря 2014 года)                       | Премия Европейской киноакадемии лучшей актрисе                                | Агата Тшебуховская                                             | Номинация           |                     |
| Премия Европейской киноакадемии (European Film Awards) (13 декабря 2014 года)                       | премия Европейской киноакадемии лучшему сценаристу                            | Павел Павликовский                                             | Победа              |                     |
| Премия Европейской киноакадемии (European Film Awards) (13 декабря 2014 года)                       | премия Европейской киноакадемии лучшему оператору — приз Карло ди Пальма      | Лукаш Зал и Рышард Ленчевский                                  | Победа              |                     |
| Премия Европейской киноакадемии (European Film Awards) (13 декабря 2014 года)                       | премия Европейской киноакадемии за лучший европейский фильм (выбор зрителей)  | Павел Павликовский, Эрик Абрахам, Пётр Дзецоль, Ева Пушчинска  | Победа              |                     |
| Приз Европейского парламента (European Parliament’s Lux Prize) за 2014 год                          | приз Lux                                                                      | Павел Павликовский                                             | Победа              |                     |
| Премия Ассоциации кинокритиков Лос-Анджелеса                                                        | лучшая актриса второго плана                                                  | Агата Кулеша                                                   | Победа              |                     |
| Премия Ассоциации кинокритиков Лос-Анджелеса                                                        | лучший фильм на иностранном языке                                             | Павел Павликовский                                             | Победа              |                     |
| Кинофестиваль в Нашвилле (Nashville Film Festival (NaFF)) за 2014 год                               | Lipscomb Ecumenical Prize                                                     | Павел Павликовский                                             | Победа              |                     |
| Премия Нью-Йоркского кружка кинокритиков за 2014 год                                                | лучший фильм на иностранном языке                                             |                                                                | Победа              |                     |
| Польская кинонаграда «Орлы» (10 марта 2014 года)                                                    | за лучший фильм                                                               | Павел Павликовский                                             | Победа              |                     |
| Польская кинонаграда «Орлы» (10 марта 2014 года)                                                    | лучшему режиссёру                                                             | Павел Павликовский                                             | Победа              |                     |
| Польская кинонаграда «Орлы» (10 марта 2014 года)                                                    | за лучшую главную женскую роль                                                | Агата Кулеша                                                   | Победа              |                     |
| Польская кинонаграда «Орлы» (10 марта 2014 года)                                                    | за лучший сценарий                                                            | Павел Павликовский, Ребекка Ленкевич                           | Номинация           |                     |
| Польская кинонаграда «Орлы» (10 марта 2014 года)                                                    | за лучшую работу оператора                                                    | Лукаш Зал и Рышард Ленчевский                                  | Номинация           |                     |
| Польская кинонаграда «Орлы» (10 марта 2014 года)                                                    | за лучшую работу художника-постановщика                                       | Катаржина Собанска, Марцел Славиньски                          | Номинация           |                     |
| Польская кинонаграда «Орлы» (10 марта 2014 года)                                                    | за лучшие костюмы                                                             | Александра Сташко                                              | Номинация           |                     |
| Польская кинонаграда «Орлы» (10 марта 2014 года)                                                    | за лучший монтаж                                                              | Ярослав Камински                                               | Победа              |                     |
| Польская кинонаграда «Орлы» (10 марта 2014 года)                                                    | за открытие года — Лучшая главная женская роль                                | Агата Тшебуховская                                             | Номинация           |                     |
| Польская кинонаграда «Орлы» (10 марта 2014 года)                                                    | за открытие года — Лучшая операторская работа                                 | Лукаш Зал                                                      | Номинация           |                     |
| Международный кинофестиваль в Сиэтле 2014 года                                                      | лучшая актриса                                                                | Агата Кулеша                                                   | 3 место             |                     |
| Международный кинофестиваль в Сиэтле 2014 года                                                      | лучший режиссёр                                                               | Павел Павликовский                                             | Номинация           |                     |
| Премия «Спутник» Международной пресс-академии за 2014 год                                           | лучший фильм на иностранном языке                                             |                                                                | Номинация           |                     |
| Премия Ассоциации кинокритиков Чикаго за 2014 год                                                   | лучший фильм на иностранном языке                                             |                                                                | Номинация           |                     |
| Премия Ассоциации кинокритиков Чикаго за 2014 год                                                   | лучшая актриса второго плана                                                  | Агата Кулеша                                                   | Номинация           |                     |
| Премия Ассоциации кинокритиков Чикаго за 2014 год                                                   | лучший оператор                                                               | Лукаш Зал и Рышард Ленчевский                                  | Номинация           |                     |
| Премия Ассоциации кинокритиков Чикаго за 2014 год                                                   | наиболее многообещающая актриса                                               | Агата Тшебуховская                                             | Номинация           |                     |
| 68-я Премия Британской академии кино и телевизионных искусств за 2014 год (8 февраля 2015 года)     | за лучший неанглоязычный фильм                                                | Павел Павликовський, Эрик Абрахам, Пётр Дзецоль, Ева Пушчинска | Победа              |                     |
| 68-я Премия Британской академии кино и телевизионных искусств за 2014 год (8 февраля 2015 года)     | за лучшую операторскую работу                                                 | Лукаш Зал и Рышард Ленчевский                                  | Номинация           |                     |
| Премия «Оскар» (США) за 2014 год (22 февраля 2015 года)                                             | за лучший фильм на иностранном языке                                          | Павел Павликовский                                             | Победа              |                     |
| Премия «Оскар» (США) за 2014 год (22 февраля 2015 года)                                             | за лучшую операторскую работу                                                 | Лукаш Зал и Рышард Ленчевский                                  | Номинация           |                     |
| 72-я Премия «Золотой глобус» за 2014 год                                                            | за лучший фильм на иностранном языке                                          |                                                                | Номинация           |                     |
| Кинопремия «Выбор критиков» за 2014 год                                                             | лучший фильм на иностранном языке                                             | Павел Павликовский                                             | Номинация           |                     |
| 30-я Кинопремия «Независимый дух» за 2014 год                                                       | за лучший иностранный фильм                                                   | Павел Павликовский                                             | Победа              |                     |
| 35-я Премия Лондонского кружка кинокритиков за 2014 год                                             | фильм года                                                                    |                                                                | Номинация           |                     |
| 35-я Премия Лондонского кружка кинокритиков за 2014 год                                             | фильм года на иностранном языке                                               |                                                                | Номинация           |                     |
| 35-я Премия Лондонского кружка кинокритиков за 2014 год                                             | актриса второго плана года                                                    | Агата Кулеша                                                   | Номинация           |                     |
| Премия «Бодиль» Датской национальной ассоциации кинокритиков (Filmmedarbejderforeningen)            | лучший неамериканский фильм                                                   | Павел Павликовский                                             | Номинация           |                     |
| 40-я Премия «Сезар» Академии искусств и технологий кинематографа Франции за 2014 год                | лучший фильм на иностранном языке                                             | Павел Павликовский                                             | Номинация           |                     |
| 29-я Премия «Гойя» Испанской академии кинематографических искусств и наук за 2014 год               | лучший европейский фильм                                                      | Павел Павликовский                                             | Победа              |                     |
| Премия «Золотой жук» (Guldbagge) Шведского института кинематографии за 2014 год                     | лучший зарубежный фильм                                                       | Павел Павликовский                                             | Номинация           |                     |

## Зрительское и журналистское внимание
Кинопресса уделила пристальное внимание премьере фильма, количественно увеличивавшееся с каждой очередной международной наградой. Зрительское внимание к картине было привлечено даже в странах, не знакомых с деталями еврейского вопроса в контексте польской истории (Южная Корея, Испания, Колумбия и др.).
Несмотря на парад международных наград, на родине «Ида» подвергалась всевозможным нападкам, среди которых обвинение антидиффамационной лиги Польши в «антипольскости» картины.
При этом, например, касса фильма в североамериканском прокате составила порядка $3,6 млн, что вывело его в ранг одного из наиболее успешных польских проектов на настоящее время. Европейский прокат собрал около $9 млн (кассу в $3 млн собрала одна только Франция).
Польская критика рассматривала фильм как своеобразный ответ Павликовского фильму «Колоски» (2012, реж. Владислав Пасиковский), российская писала больше сквозь призму сравнения с «Левиафаном» (обе работы конкурировали в категории «Премия «Оскар» за лучший фильм на иностранном языке»). Рецензии на фильм вышли в крупнейших мировых изданиях, среди которых The New Yorker, The Guardian, The New Republic и др.